# روستای قوشتپا
روستای قوشتپا (به عربی: قضاء قوشتبة، به انگلیسی: Qushtapa District) یکی از روستا های استان اربیل در اقلیم کردستان عراق است. مرکز این بخش، شهر کوچک قوشتپه است. واژه «قوشتپه» از زبان ترکی گرفته شده و از دو بخش «قوش» و «تپه» تشکیل شده است. «قوش» به معنای «بلند» یا «چوله» و «تپه» به معنای «گرد» است. بنابراین، این نام به معنای «تپه‌ای بلند» یا «گردی بلند» است. در داخل شهر قوشتپه، گردی وجود دارد که پیش‌تر به عنوان نقطه‌ای برای نظارت بر مسیرها و همچنین به عنوان نشانه‌ای برای مسافران جهت شناسایی راه‌ها استفاده می‌شد. این گرد در نواحی مختلف قضاء قوشتپه قرار دارد.